# Santa María Zapotitlán
Santa María Zapotitlán är en ort i Mexiko.   Den ligger i kommunen Santa María Ecatepec och delstaten Oaxaca, i den sydöstra delen av landet, 500 km sydost om huvudstaden Mexico City. Santa María Zapotitlán ligger 1 479 meter över havet och antalet invånare är 1 104.
Terrängen runt Santa María Zapotitlán är kuperad åt sydost, men åt nordväst är den bergig. Santa María Zapotitlán ligger uppe på en höjd. Runt Santa María Zapotitlán är det mycket glesbefolkat, med 4 invånare per kvadratkilometer. Santa María Zapotitlán är det största samhället i trakten. I omgivningarna runt Santa María Zapotitlán växer huvudsakligen savannskog.